# Blade II
Blade II es una película de superhéroes de 2002 protagonizada por Wesley Snipes y Kris Kristofferson. Fue dirigida por Guillermo del Toro y es una secuela de Blade. 
La película sigue al híbrido humano-vampiro Blade en su esfuerzo por proteger a los humanos de los vampiros, encontrándose en una batalla feroz contra un grupo de vampiros extremadamente salvajes y poderosos que buscan cometer un genocidio global tanto de las razas humanas como de los vampiros. Blade y sus aliados humanos son forzados a unir sus fuerzas con un grupo de élite de vampiros. 
Fue lanzado el 22 de marzo de 2002 y fue un éxito de taquilla, recaudando más $155 millones. También tuvo críticas en su mayoría positivas de los críticos, ganando elogios por sus actuaciones, atmósfera, dirección y secuencias de acción, aunque su guion y la falta de desarrollo del personaje han sido criticados.

## Argumento
Dos años después de los eventos de la primera película de Blade, Blade busca pistas en Praga para encontrar a su mentor Abraham Whistler, quien se creía que murió tras ser atacado por Frost, pero en cambio se convirtió en vampiro. Blade descubre a Whistler retenido en una casa de vampiros en animación suspendida. Después de regresar a su cuartel general, Blade inyecta a Whistler un antivirus para que vuelva a ser humano. El nuevo creador de armas de Blade, Scud, expresa dudas de que Whistler se vuelva humano nuevamente y que de serlo, nada asegura que no siga siendo leal a los vampiros.
Sin que Blade lo sepa, una pandemia conocida como el "Virus Reaper" se ha extendido a través de la comunidad de vampiros. Los vampiros infectados se convierten en Reapers, vampiros mutantes, inmunes a todas las debilidades de los vampiros con excepción de la luz ultravioleta, pueden matar humanos y convierten a cualquier vampiro en el que se alimentan en Reapers. Incapaz de contenerlos, el Señor Vampiro Eli Damaskinos envía a dos emisarios, Asad y su hija Nyssa, a buscar la ayuda de Blade. Damaskinos y su abogado humano, Karel Kounen, explican que un vampiro llamado Jared Nomak es el paciente cero y se está alimentando deliberadamente de otros vampiros, lo que resulta en el brote del virus. Damaskinos advierte a Blade que cuando Nomak termine de alimentarse de vampiros, comenzará a alimentarse de humanos. Blade acepta de mala gana pero con cautela ayudar. Asad luego presenta a Blade y su grupo a The Bloodpack; un grupo de vampiros entrenados con el único propósito de matar a Blade y que ahora él deberá comandar para cazar a Nomak. Además de Asad y Nyssa, The Bloodpack está formado por Reinhardt, Chupa, Snowman, Verlaine, su amante Lighthammer y Priest. Para mantenerlos en línea, y después del comentario racialmente cargado de Reinhardt, Blade lo humilla y le adhiere una carga explosiva en la nuca bajo amenaza de detonarla si no se comporta.
Siguiendo el consejo de Blade, el equipo comienza investigando un club nocturno en Praga frecuentado por vampiros. Cuando se encuentran con los Reapers, descubren que sus armas y habilidades son completamente ineficaces. Blade se ve obligado a matar a Priest después de que se infecta, mientras Lighthammer es mordido, pero lo oculta al equipo. Whistler abandona su puesto y Scud apenas sobrevive a un ataque de Reapers usando luces UV para espantarlos. Nomak ataca y casi mata a Blade antes de que la luz solar de una ventana lo obligue a retirarse. Whistler aparece y explica que ha estado siguiendo a un Reaper y localizó su nido en las alcantarillas, además ha descubierto a un rezagado moribundo, sin embargo esto no convence a Scud, quien aún cree que la lealtad del anciano es cuestionable.
La disección del Reaper revela que los infectados mueren si no se alimentan cada dos horas, además tienen una capa adicional de hueso que rodea y protege su corazón, pero que posee una abertura en un costado que permite alcanzarlo sólo desde un ángulo muy específico. Habiendo aprendido sus características, Whistler y Scud crean granadas UV para el equipo y Nyssa sintetiza una feromona que atrae a los Reapers. Pese a su recelo y desprecio inicial, Blade rápidamente se vuelve cercano con Nyssa y se hace evidente para Whistler que hay una atracción mutua entre ellos, por lo que critica a su pupilo.
Mientras buscan el nido en las alcantarillas, Lighthammer sucumbe a la infección, matando a Snowman y persiguiendo a Verlaine por una escalera de mano antes de que ambos mueran por la luz solar cuando ella quita la tapa de la alcantarilla. Chupa intenta aprovechar que se han separado del grupo para matar a Whistler, pero este libera las feromonas y logra atraer a un grupo de Reapers para que maten al vampiro. Whistler sobrevive a un encuentro con Nomak ya que este desea revelarle la verdad sobre su condición para que pueda informar a Blade. Asad es emboscado y asesinado por los Reapers. Utilizando un paquete especial de bomba de emisor UV, Blade mata a todos los Reapers de la alcantarilla con la excepción de Nomak y rescata a Reinhardt y Nyssa, pero es traicionado por Damaskinos y su gente, que torturan a un Blade inconsciente.
Una vez en su base, después que Whistler revela lo que Nomak le contó, Damaskinos se ve obligado a reconocer que diseñó el virus Reaper en un intento de utilizar manipulación genética para crear una nueva raza de vampiros basada en Blade, libre de todas las debilidades que los aquejan y que Nomak es, de hecho, su hijo que busca venganza contra él por haberlo usado como conejillo de indias y convertirlo en un monstruo. Nyssa, quien es un vampiro orgulloso y honorable, se siente destrozada por estas revelaciones que le muestran a su padre como un ser ruin y traicionero.
Scud resulta ser un familiar leal a Damaskinos al que le fue encargado infiltrarse para ganarse la confianza de Blade; sin embargo, Blade revela que siempre supo sobre la verdadera lealtad de Scud y lo mata con la bomba que le había puesto a Reinhardt antes. 
Damaskinos ordena a sus científicos que diseccionen a Blade para que puedan aprender a replicar sus habilidades, por lo que es clavado en una mesa y desangrado. Después de escapar de sus captores, Whistler libera a Blade y lo lleva hasta un estanque de sangre en la base de Damaskinos, donde lo sumerge, logrando que se recupere de sus heridas y pueda matar a Reinhardt y sus hombres.
Buscando venganza, Nomak los ha seguido desde el drenaje y asalta la base destrozando sus defensas y masacrando a todos los que se le cruzan. Damaskinos intenta huir a su helipuerto privado, pero Nyssa lo encierra junto a ella en un salón para esperar a Nomak, ya que siente que tras todo lo que su padre ha hecho, lo más honorable es permitir que su hermano satisfaga su deseo de venganza. Cuando Nomak llega, mata a su padre sin contemplaciones y posteriormente muerde a Nyssa, infectándola con el virus mientras bebe su sangre. 
Blade se enfrenta a Nomak y después de una batalla feroz, logra apuñalarlo y herirlo gravemente con su espada rota en el corazón al apuntar a través de la abertura en las placas óseas. Nomak luego se suicida para poner fin a su sufrimiento empujando la espada hasta el fondo de su corazón. Cumpliendo el último deseo de Nyssa, Blade la lleva afuera, donde muere mientras ve salir el sol antes de que pueda cambiar. La película termina con Blade en Londres, donde mata a Rush, un vampiro al que se enfrentó anteriormente en el comienzo de la película.

## Reparto
- Wesley Snipes como Eric Brooks / Blade: un "caminante" medio vampiro que caza vampiros. Wesley Snipes declaró que, si bien ese personaje no tendrá mucha profundidad emocional, afirmó: "hay algo de actuación involucrado en la creación del personaje y hacerlo creíble y agradable".
- Kris Kristofferson como Abraham Whistler: el mentor humano y el armero de Blade.
- Ron Perlman como Reinhardt: un miembro de Bloodpack, que guarda un rencor particular contra Blade.
- Leonor Varela como Nyssa Damaskinos: una vampira natural e hija de Damaskinos que no se disculpa.
- Norman Reedus como Scud: un joven armero que fuma marihuana que ayuda a Blade en ausencia de Whistler, y en secreto trabaja para Damaskinos.
- Thomas Kretschmann como Eli Damaskinos: un antiguo vampiro que está obsesionado con crear una raza superior de vampiros como legado.
- Luke Goss como Jared Nomak: paciente cero y portador del virus Reapers. Le guarda rencor a su padre, Eli Damaskinos, por haberlo creado.
- Matt Schulze como Chupa: Un miembro pugnaz de Bloodpack que guarda un rencor particular contra Whistler.
- Danny John-Jules como Asad: un miembro "bien educado" de Bloodpack.
- Donnie Yen como Snowman: un espadachín mudo y miembro de Bloodpack.
- Karel Roden como Karel Kounen: un "familiar", agente humano y abogado de Damaskinos.
- Marit Velle Kile como Verlaine: una miembro pelirroja de Bloodpack y amante de Lighthammer. El guion originalmente decía que ella era la hermana gemela de Racquel de la primera película. Traci Lords estaba interesado en interpretar el papel antes de que se cambiara.
- Daz Crawford como Lighthammer: un miembro corpulento y martillo del Bloodpack con tatuajes faciales maoríes.
- Tony Curran como Priest: Un miembro con acento escocés del Bloodpack.
- Santiago Segura como Rush: un vampiro endeble en Praga.

## Elenco
| Actor              | Personaje           | Doblaje México      |
| ------------------ | ------------------- | ------------------- |
| Wesley Snipes      | Eric Brooks / Blade | Víctor Hugo Aguilar |
| Kris Kristofferson | Abraham Whistler    | Rubén Moya          |
| Ron Perlman        | Reinhardt           | Alfonso Ramírez     |
| Leonor Varela      | Nyssa               | Cynthia Alfonzo     |
| Norman Reedus      | Scud                | José Antonio Macías |
| Thomas Kretschmann | Damaskinos          | Arturo Mercado      |
| Luke Goss          | Jared Nomak         | Rubén Trujillo      |
| Matt Schulze       | Chupa               | Jesse Conde         |
| Danny John-Jules   | Asad                |                     |
| Donnie Yen         | Snowman             |                     |
| Karel Roden        | Kounen              | Gonzalo Curiel      |
| Marit Velle Kile   | Verlaine            |                     |
| Tony Curran        | Priest              |                     |
| Daz Crawford       | Lighthammer         |                     |
| Santiago Segura    | Rush                |                     |

## Recepción
El sitio web Rotten Tomatoes le da una puntuación de 59%, con una calificación de 6/10, sobre la base de una suma de 136 reseñas concordando que "Blade 2 toma lo bueno de la primera entrega y nos da más. Por desgracia, la trama y el desarrollo del personaje parece haber sido dejado en la sala de montaje." El portal IMDb le da una calificación de 6.7/10. Finalmente el sitio web Metacritic le da una puntuación de 52/100 con críticas mixtas